# Самюъл Таненбаум
Самюъл Аарън Таненбаум (на английски: Samuel Aaron Tannenbaum) е американски литературовед, библиограф, палеограф, психоаналитик от началото на 20. век. Известен е с работата си върху Уилям Шекспир и неговите съвременници.

## Биография
Роден е през 1874 г. в Мандок, Австро-Унгария (днес Унгария). Емигрира в САЩ през 1886 г. и става американски гражданин през 1895 г. Завършва колежа за лекари и хирурзи в Колумбийския университет през 1898 г. и търси кариера в психотерапията със силен интерес към работата на Зигмунд Фройд. Той е част от кръга от ранни последователи на Фройд, който включва Ърнест Джоунс и Шандор Ференци и е свързан с ранните опити да се създаде журнал за психотерапия на английски език.
Таненбаум публикува книги на медицинска и психологическа тематика като книгите „Психология на инцидентите“ (1924) и „Дилемата на пациента“ (1935).
Умира през 1948 г. в Ню Йорк на 74-годишна възраст.

## Избрана библиография
- The Shakespeare Coat-of-Arms, 1908
- The Booke of Sir Thomas Moore: A Bibliotic Study, 1927
- Problems in Shakespeare's Penmanship, 1927
- The Assassination of Christopher Marlowe, 1928
- Shakespere Forgeries in the Revels Accounts, 1928
- The Handwriting of the Renaissance, 1930
- Shakespearian Scraps and Other Elizabethan Fragments, 1933
- Christopher Marlowe, A Concise Bibliography, 1937
- Shakespeare's 'King Lear', A Concise Bibliography (Elizabethan Bibliographies, No. 16), 1940
- John Webster, A Concise Bibliography (Elizabethan Bibliographies, No. 19), 1941
- Michael Drayton, A Concise Bibliography (Elizabethan Bibliographies, No. 22), 1941
- Sir Philip Sydney, A Concise Bibliography, 1941
- Samuel Daniel, A Concise Bibliography, 1942
- George Herbert, A Concise Bibliography, 1946 (with Dorothy Tannenbaum)